# Tånum
Tånum er en landsby i Østjylland med 221 indbyggere  (2024). Tånum er beliggende otte kilometer vest for Randers og tre kilometer syd for Øster Bjerregrav.
Tånum Kirke ligger i Tånum.
Byen ligger i Region Midtjylland og hører under Randers Kommune. Tånum er beliggende i Tånum Sogn.